# فرزانة باري
فرزانة باري (بالإنجليزية: Farzana Bari)‏ هي أستاذة أكاديمية باكستانية وناشطة نسوية وناشطة في مجال حقوق الإنسان عملت مديرة لدائرة دراسات النوع الاجتماعي في جامعة القائد الأعظم.

## سيرتها الذاتية
عملت فرزانا باري كقائدة بارزة في حزب العمال في عوامي، وعملت أيضًا ككاتبة عمود في صحيفة اكسبرس تريبيون وديلي تايمز الباكستانية.
تدعم باري العلمانية والليبرالية في باكستان، وتتحدّث ضد نظام جيرجاس الذي يهيمن عليه الذكور وتنادي بقواعد إسلامية أكثر مرونة فيما يتعلق بحقوق المرأة في باكستان.
نادت باري في يناير 2014 بإعادة فتح قضية فيديو الرقص بكوهيستان، حيث ادّعت أن الفتيات اللواتي يظهرن في الفيديو قد قُتلن بعد رقصهن في حفل زفاف. وفي أغسطس 2015، تحدثت باري عن 300 عبيد جنس في قرية حسين خان والا أُجبروا على القيام بممارسة الجنس من 2006 إلى 2014. وفي مايو / أيار 2016، عارضت باري بشدة قرار المجلس الإسلامي القاضي بإضفاء الشرعية على «ضرب» الأزواج «بضربهم» لزوجاتهم، ووصفت المجلس بأنه «مُنحلّ».
عندما حظرت الجمعية الوطنية لباكستان (PCP) قتل الشرف في أكتوبر / تشرين الأول 2016، حذّرت فرزانا باري من أن هذا القانون يمكن تجاوزه لأن على القاضي أن يقرر أولاً وقبل كل شيء إذا كان القتل من أجل الشرف أم لا.

## مقالاتها
- النساء البرلمانيات: تحدي حدود السياسة في باكستان، مارس 2011.[10]